# CD 테네리페
클루브 데포르티보 테네리페(Club Deportivo Tenerife, S.A.D.)는 카나리아 제도 테네리페섬에 위치한 산타크루스데테네리페를 연고로 하는 스페인의 축구 클럽이다.
이 축구단은 1922년 창단되었다. 2008-09 시즌 세군다 디비시온에 속해 있었으나 3위로 승격, 2009-10 시즌에는 프리메라리가에 합류하게 되었다. 하지만, 그 다음 두 시즌 동안 팀은 연속으로 강등을 당하는 아픔을 겪었다. 하지만, 2012-13 시즌 CE 오스피탈렛을 꺾고 세군다 디비시온 승격에 성공하였다. UD 라스 팔마스와 라이벌 관계로, 이 두 팀의 경기를 카나리아 더비라고 한다.

## 선수 명단

### 현역
참고: FIFA 자격 규정에 따라 소속된 국가대표팀 국기를 표시합니다. 선수는 복수의 FIFA 비회원국 국적을 가지고 있을 수 있습니다.
| 번호 | 포지션 | 국적 | 이름          |
| ---- | ------ | ---- | ------------- |
| 15   | MF     |      | 얀 보디거     |
| 16   | MF     |      | 아이토르 산즈 |

| 번호 | 포지션 | 국적 | 이름        |
| ---- | ------ | ---- | ----------- |
| 22   | DF     |      | 제레미 멜로 |

## 역대 감독
| 감독                         | 임기      |
| ---------------------------- | --------- |
| 에리베르토 에레라            | 1960~1961 |
| 류비샤 브로치치              | 1961      |
| 호세 이글레시아스 페르난데스 | 1965~1966 |
| 이그나시오 에이사기레        | 1972      |
| 다고베르토 몰                | 1973~1974 |
| 마누엘 산치스                | 1977~1978 |
| 호세 이글레시아스 페르난데스 | 1981~1982 |
| 베니토 호아네트              | 1988~1989 |
| 비센테 미에라                | 1989~1990 |
| 호르헤 솔라리                | 1990~1992 |
| 호르헤 발다노                | 1992~1994 |
| 유프 하인케스                | 1995~1997 |
| 아르투르 조르즈              | 1997~1998 |
| 후안마 리요                  | 1998      |
| 라파엘 베니테스              | 2000~2001 |
| 하비에르 클레멘테            | 2001~2002 |
| 안토니오 로페스 아바스       | 2005      |
| 베른트 크라우스              | 2006      |
| 알바로 세르베라              | 2012~2015 |
| 호세바 에체베리아            | 2018      |
| 루벤 바라하                  | 2019~2020 |
| 아시에르 가리타노            | 2023~2024 |
| 페페 멜                      | 2024~     |

틀:CD 테네리페 선수 명단